# Helijeve anorganske spojine
Helij je najmanj reaktiven element, zato je znanih zelo malo njegovih spojin. Večina naštetih spodaj lahko obstaja le pod velikim pritiskom.

## Seznam

### ?
- HeCaZrF6
- He(N2)11

### A
- Argonov helid – ArHe
- Arzenolit dihelid – As4O6·2He

### D
- Dihelid –He2
- Dijodov dineid dihelid – I2Ne2He2
- Dijodov dineid helid – I2Ne2He
- Dijodov dineid tetrahelid – I2Ne2He4
- Dijodov dineid trihelid – I2Ne2He3
- Dijodov neid dihelid – I2NeHe2
- Dijodov neid helid – I2NeHe
- Dijodov neid tetrahelid – I2NeHe4
- Dijodov neid trihelid – I2NeHe3
- Dijodov pentaneid dihelid – I2Ne5He2
- Dijodov pentaneid helid – I2Ne5He
- Dijodov pentaneid tetrahelid – I2Ne5He4
- Dijodov pentaneid trihelid – I2Ne5He3
- Dijodov tetraneid dihelid – I2Ne4He2
- Dijodov tetraneid helid – I2Ne4He
- Dijodov tetraneid tetrahelid – I2Ne4He4
- Dijodov tetraneid trihelid – I2Ne4He3
- Dijodov trineid dihelid – I2Ne3He2
- Dijodov trineid helid – I2Ne3He
- Dijodov trineid tetrahelid – I2Ne3He4
- Dijodov trineid trihelid – I2Ne3He3
- Dinatrijev helid – Na2He

### H
- Helijev silikat – SiO2He
- Helijev hidrat – He·H2O
- Helijev hidrid – HeH+
- Helijev neid – HeNe+

### L
- Litijev helid –LiHe

### N
- Neonov dihelid – NeHe2

### T
- Trihelid –He3